# Exocentrus bicolor
Exocentrus bicolor là một loài bọ cánh cứng trong họ Cerambycidae.